# 東武バス東松山出張所
東武バス東松山出張所（とうぶバスひがしまつやましゅっちょうじょ）は、東武バス（東武鉄道バス事業本部）にあった営業所。組織上では川越営業所の傘下である。1997年（平成9年）4月に森林公園出張所の開設に伴い移転閉所となった。

## 概要
東松山駅発と高坂駅発の路線を担当していた。（かつては武蔵嵐山駅発も担当していた）初代東武鉄道直営バス事業の川越営業所時代に開設された路線と、熊谷営業所の前身である埼玉自動車が営業していた路線を統合し、熊谷営業所の分所として設立、1989年に川越営業所傘下になっている。
特に1974年頃から周辺の東京のベッドタウン化に伴い団地路線が増加して急激に所属台数が増加、この頃から幾度も車庫を拡張している。1982年頃には東松山駅の上り副本線を車庫に拡張して横向きに駐車可能にし、それまでバス乗り場を縦に並べていたのを駅側に移動してバス乗り場を横に並べたことで大幅に駐車可能台数が増えた（1985年ごろにはバス乗り場に屋根が設置された）、1987年頃には駅側の交番前にあった東松山出張所の2階建ての事務所を解体して車庫の一部にして事務所は検査ピット裏にあった建物に移った。同じ頃に検査ピットの控え室も解体され2台分の駐車スペースとなった。
しかし、ここまでスペースの拡張をするともう広げる場所もなく、マイタウン線の開設はこれ以上台数を増やせないことから延びに延びて、上中曽根線の廃止による余剰車で運行が開始されたが、結局東松山マイタウンの分譲終了後になった。

## 所在地
- 埼玉県東松山市箭弓町1-12-11
  - 東松山駅東口広場の北側にあり、閉所後もバス待機所として、移管・分社後も使われ、一時は定期券発売所も同地で復活したが、東松山駅前再開発事業に伴い2008年に閉鎖された。跡地は、アパホテル埼玉東松山駅前・貸し駐車場・貸し駐輪場になっている。

## 歴史
- 1958年（昭和33年）9月1日 - 出張所に組織変更。
- 1961年（昭和36年）6月 - 高坂駅 - 岩殿観音線、東松山駅 - 岩殿観音線運行開始。
- 1961年（昭和36年）11月 - 東松山駅 - 武蔵嵐山駅線運行開始。
- 1963年（昭和38年）4月 - 武蔵嵐山駅 - 古里線運行開始。
- 1967年（昭和42年）4月 - 東松山駅 - 上中曽根線運行開始。
- 1967年（昭和42年）4月 - 高坂駅 - 大東文化大学線運行開始。
- 1968年（昭和43年）3月 - 高坂駅 - 大東文化大学線、大東文化大学の自主運行によるスクールバスへ移管。
- 1974年（昭和49年） - 高坂駅 - 鳩山ニュータウン線運行開始。
- 1974年（昭和49年） - 東松山駅 - 明覚・西平・椚平・田中方面、都幾川方面路線をすべて都幾川村村営バスへ移管。
- 1975年（昭和50年） - 東松山駅 - 大宮線の内、東松山駅 - 大串 - 平方間と平方 - 大宮駅間が分割される。東松山駅 - 平方間を東松山出張所が受け持つことになる。
- 1977年（昭和52年）4月 - 高坂駅 - 鳩山ニュータウン - 東京電機大学線運行開始。
- 1978年（昭和53年）4月6日 - 東松08：東松山駅 - 国際婦人会館線運行開始。
- 1978年（昭和53年） - 東松山駅 - 大串 - 平方線廃止。同路線はかつての東松山駅～大宮駅線で、東松山～平方・平方～大宮間が分断された時の名残。
- 1983年（昭和58年）8月31日 - 東松10：東松山駅 - パークタウン五領線運行開始。
- 1984年（昭和59年）4月 - 高02：高坂駅 - 高坂ニュータウン循環線運行開始。
- 1986年（昭和61年）4月1日 - 高坂駅発系統を東口から西口発着に変更。
- 1986年（昭和61年）4月 - 高坂ニュータウン循環線の一部をなつめ公園へ延長。
- 1988年（昭和63年） - 東松08：東松山駅 - 国際婦人会館線廃止。
- 1989年（昭和64年）1月5日 - 鴻巣市へ埼玉県運転免許センター移転開設にともない、東松02系統・東松山駅 - 鴻巣車庫線を免許センターへ延長。
- 1989年（平成元年）4月1日 - 熊谷営業所から川越営業所管轄に移管。
- 1991年（平成3年）4月15日 - 東松07：東松山駅 - マイタウン循環線運行開始。
- 1991年（平成3年）7月18日 - 東松03：東松山駅 - 上中曽根線廃止。
- 1991年（平成3年）7月19日 - 東松02系統（東松山駅 - 鴻巣免許センター線）に、東松山駅 - 比企吉見農協折り返し系統を新設。
- 1991年（平成3年）11月11日 - 深夜バス（高02：高坂駅 - 高坂ニュータウンなつめ公園）運行開始。
- 1997年（平成9年）3月31日 - 移転閉所。

## 車両
- 最終時の所属台数は35台程度。
  - 熊谷営業所管轄時代は全車、熊谷営業所同様にいすゞ車、熊谷自動車検査登録事務所管轄のためナンバーは「熊谷」であったが、川越営業所の管轄になってから日野車が配置され、ナンバーは「所沢」。川越営業所が日野車であり、当時の川越市が所沢ナンバー地域のためである。
- 東武バスでは常年新車が入る最も北に位置する営業所であった。いすゞ車時代も常時新車が導入され、特に、1985年のいすゞP-LV314（富士重工5E車体）については、当時の柏営業所に次いで2番目に導入された。また、U-LV324Lも東武で初めて投入されている。
- 川越営業所への管轄切り替えに際して、当時、日野車の配置であった本庄営業所が、熊谷営業所管轄の出張所になったことを受け、本庄出張所からの日野製転属車が存在した。但し、管轄が変わった1989年に日野化がすぐ行われたわけではなく、当時は新座営業所の日野車化が行われていたため、川越営業所の管轄下でも1991年までいすゞ車の新車が導入されている。この時も富士重工7E車体搭載の新車は比較的早い時期に導入された。
- 1992年から1994年にかけて東松山出張所の日野車への置き換えが開始され、この際には本庄出張所も日野車からいすゞ車に置き換えされたため、本庄出張所から転入してきた車両も存在した。ただし、NOx法の関係で比較的近年式のRC301とP-HT225AAが長く活躍した。一時期僅かばかり、1992年 - 1993年にかけてはRE120（富士重工3E車体搭載車、いずれも冷房改造車）がいすゞBU10、CJMとともに共存したこともあるが、期間は短かった。

また過渡期にはいすゞ車との置き換えのために日野製の新車のみならず、川越・坂戸など他の日野車配置の営業所からの転入車が見られ、いすゞ車との共演も見られ、1994年 - 1995年頃にかけては富士重工5E車体を持つP-HT225AAも在籍した。なお、東松山出張所から捻出されたいすゞ車は本庄の他にも、小川町・菖蒲・加須・幸手・熊谷・行田・沼南の各営業所などにも転出していった。
- 1996年度に東武バスに投入された新車はすべて中型だったことから東松山にも中型車(KC-RJ1JJAA) が2台配置された。当初、2台とも高02で使用されたが朝夕には乗り切れないような状況も発生したことから、数箇月で中型車は1台のみでその他は大型車での運用に変化したため、中型車は予備車的な存在になった。翌年4月には森林公園出張所へ移転となったため、この車両は東松山出張所に新規配置された最後の車両となった。

## 管轄路線（閉所時）

### 東松山駅 - 鴻巣駅 - 免許センター線
- 東松02：東松山駅東口 - 鴻巣駅 - 免許センター
- 東松02：東松山駅東口 - 比企吉見農協
  - 元々東松山駅 - 鴻巣駅 - 鴻巣車庫で運行されていたが、1989年に鴻巣市に免許センターが開設されたことに伴い免許センターへ延長された系統である。

### 東松山駅 - 農大三高線
- 東松04：東松山駅東口 - 農大三高
- 鴻05：鴻巣駅 - 農大三高
  - 1985年、東京農業大学第三高等学校の開校と同時に開設された路線。スクールバス目的の路線のため、朝夕のみの運行であったが、東松07系統の開業前は東松山マイタウンの住民も利用している人が多かった。

東松山出張所管轄当時、鴻巣駅 - 農大三高間の上り線バス停には「農大三高関係者以外の利用は出来ません」と記されていた時代もある。この路線は川越営業所と共同管轄で、特に鴻巣駅 - 農大三高線は川越営業所の車両により運行されることも多かった。なお、森林公園出張所開設時にも路線は引き継がれたが、2001年3月をもって路線は廃止され、同年4月からは他社による特定運行に切り替わっている。また、鴻巣駅 - 農大三高線のルートの内、鴻巣市内の馬室（まむろ） - 鴻巣駅間は、東松山駅 - 鴻巣免許センター線のルートと異なり、踏切待ちによる遅延を避けるため、県道及び旧中山道を経由していた。

### 東松山駅 - マイタウン循環線
- 東松07：東松山駅東口 - マイタウン循環 - 東松山駅東口
  - 1991年運行開始の東松山管内では最も新しい路線である。

### 東松山駅 - 高坂駅 - 鳩山ニュータウン線
- 東松09：東松山駅東口 - 高坂駅西口 - 鳩山ニュータウン
  - 元々入出庫運用だった路線であるが晩年は本数が非常に少なくなっていた。系統番号は「東松09」だが、運転士によっては高坂駅で「高01」に方向幕を変更していたようである。

### 東松山駅 - パークタウン五領線
- 東松10：東松山駅東口 - パークタウン五領
  - 1983年運行開始。

### 高坂駅 - 鳩山ニュータウン線
- 高01：高坂駅西口 - こども動物公園 - 鳩山ニュータウン
- 高01：高坂駅西口→こども動物公園→鳩山高校→鳩山ニュータウン（朝通学時間の一部のみ）
- 高01：高坂駅西口 - こども動物公園（シーズンのみ臨時便）
  - 東松山駅 - 高坂駅 - 岩殿山間、および高坂駅 - 岩殿山間（岩殿山バス停は弁天沼の北側）で運行されていた路線を、1974年に一部区間を廃止のうえ鳩山ニュータウンに延長にしたものである。当初、一部の便が鳩山ニュータウンから延長する形で東京電機大学へ運行されていた。1986年4月に高坂駅西口開設に伴い、東口から西口に発着場所を変更しルートが一部変更された。

### 高坂駅 - 高坂ニュータウン線
- 高02：高坂駅西口 - 高坂ニュータウンなつめ公園
- 高02：高坂駅西口 - 高坂ニュータウン循環 - 高坂駅西口
- 高02：高坂駅西口→高坂ニュータウンなつめ公園（深夜バス）
  - 1984年運行開始。当初、高坂ニュータウン循環を中心に運用されていたが、ニュータウン開発の進行にあわせて1991年ごろに高坂ニュータウンなつめ公園発着便が中心の運用に改められた。1986年4月に高坂駅西口開設に伴い、東口から西口に発着場所を変更しルートが一部変更された。

## 共管路線（閉所時）

### 東松山駅 - 神明町 - 川越駅線
- 川越02：東松山駅東口 - 神明町 - 川越駅東口
  - 川越営業所と共同運行。ただし路線自体は川越営業所の管轄で、東松山出張所からは1台の運行と少数であり見かける機会はかなり珍しかった。この共同運行は、1971年の同線ワンマン化まで熊谷駅 - 東松山駅 - 川越駅を直通運転していた時代の名残でもあった。森林公園出張所への移転時に川越営業所単独運行となった。

### 東松山駅 - 上岡 - 熊谷駅線
- 東松01：東松山駅東口 - 上岡 - 熊谷駅
  - 熊谷営業所と共同運行。ただし路線自体は熊谷営業所の管轄で、東松山出張所からは1台の運行と少数であり見かける機会はかなり珍しかった。この共同運行は、かつて、熊谷駅 - 東松山駅 - 川越駅を直通運転していた時代の名残でもあった。

### 鴻巣駅 - 免許センター線
- 鴻01：鴻巣駅 - 免許センター
  - 川越営業所及び加須営業所と共同運行。元々東松02の間合い運用的な性格が強い運用であった。

## 廃止された路線
- 東松山駅 - 亀の甲 - 荒子 - 小見野 - 平方 - 大宮駅
  - 晩年は1975年に東松山駅 - 平方、平方 - 大宮駅に分割される。平方 - 大宮側は上尾営業所に移管され現存。東松山駅～平方間は1978年廃止。
- 東松山駅 - 唐子 - 田中 - 西平
  - 玉川村・都幾川村（現在のときがわ町）方面に向かって走っていた路線。1974年に廃止・当時の都幾川村営バスへ移管となった。
- 東松山駅 - 唐子 - 田中 - 小川町駅
  - 上記路線廃止後に開設された路線。大半は東松山駅-田中間の運行で小川町へは1日2往復程度の運行であった。1980年頃に廃止された。
- 東松山駅 - 唐子 - 武蔵嵐山駅 - 武蔵嵐山
  - 1961年開設。武蔵嵐山駅-武蔵嵐山間の区間運行が主であった模様。武蔵嵐山バス停は槻川北側の一平荘へ向かう道路途中に設けられた転回場になっていた。下記の「東松08」がこの路線をベースにした晩年の路線を思われる。
- 武蔵嵐山駅 - 菅谷役場 - 武蔵嵐山
- 武蔵嵐山駅 - 古里
- 高坂駅 - 岩殿山
  - 1974年の鳩山ニュータウン線の運行開始と同時に廃止された。岩殿山バス停は弁天沼の北側にあった。
- 高坂駅 - 大東文化大学
  - 1967年の大東文化大学東松山キャンパス開校と同時に運行を開始した。少しして、運賃を値上げ（20円→30円）したところ、折からの学生運動の影響で、運賃値上反対運動等によって運行が困難になり、東武と大学側で協議した結果、大東文化大学でスクールバスを自主運行することとなり、東武での運行は1年足らずの1968年で終了した。なお、近年まで残っていた「葱坊主」型のバス停ポールは、スクールバス移管時に、当時東武で不要となった車両10両とともにバス停ポールも譲渡された名残であった。
- 東松山駅 - 葛袋 - 高坂駅 - 岩殿山
  - 当時は東松山橋が未開通だったため唐子橋経由で運行されていた。
- 東松08 東松山駅 - 唐子小学校 - 国際婦人会館
  - 1988年に廃止された。この路線は末期、1日3往復であったが、青鳥（おおどり）地区に当時小学校がなく唐子小学校まで遠いため、1982年の青鳥小学校の開校までは、唐子小学校スクールバスとしても利用されていた。青鳥小学校の開校により利用者が減少したものの、末期まで唐子小学校スクールバスとしても利用されていたが、利用者が激減したため、また国際婦人会館の利用者はほとんどが武蔵嵐山駅からのアクセスが多いこともあり、廃止に至った。
- 東松03 東松山駅 - 久保田 - 上中曽根
  - 1967年、当時の吉見村（現比企郡吉見町）など地元からの強い要望により開通したが、その後、急速なモータリゼーションの影響で利用客は減少の一途をたどり、上中曽根線としては最後の改正となった1989年のダイヤ改正から1991年7月の廃止まで、平日・土曜4往復、休日5往復のみの運行となった。廃止後もしばらく、バス停のポール上部を取り外した状態で「休止」を告げる告知が出されていたが、すでに撤去されている。なお、久保田 - 上中曽根間は廃止から11年後の2002年（平成14年）12月に、吉見町巡回バスの開通に際し、実質的に上中曽根線とほぼ同じバス停設置箇所、ルートで復活した。ただし東武で運行していた時代に使用されていたバスベイは埋められてしまっているケースが多い。
- 高01 高坂駅 - 鳩山ニュータウン - 東京電機大学
  - 元々東京電機大学のスクールバスとして運行されていた路線である。開校当時は東上線の駅から東京電機大学へ大型車が通れる道路は高坂駅から鳩山ニュータウン経由していく道しかなく、このルートで運転されていたものである。最終期は本数は僅かであった。東京電機大学バス停は現在の東京電機大学体育館付近。

## その他
- 1991年頃に日本バス協会加盟のそれぞれのバス会社のバスを被写体にした日本バス協会の広告が作成され、東武バスの時には東松山出張所のエリア内である鳩山ニュータウン（ただしバス通りでない）で撮られた富士重工7Eボディの車両（方向幕は「[高02]なつめ公園」）が全国のバス車内などに掲示された。